# Копіївка (Тульчинський район)

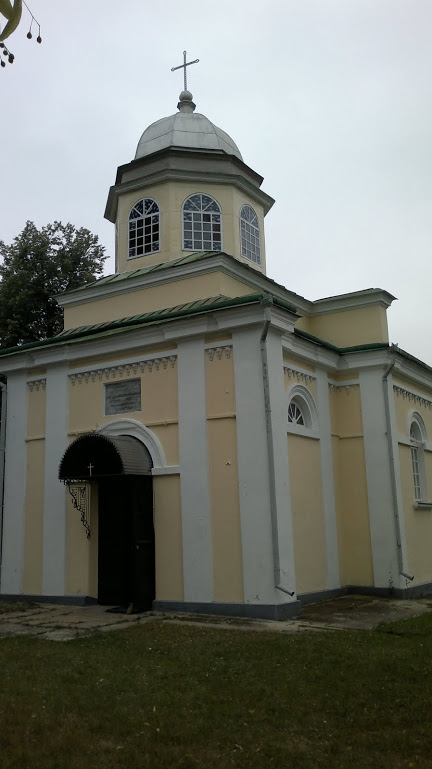
Вигляд Костелу Непорочного Зачаття Діви Марії.

Копії́вка — село в Україні, у Тульчинській міській громаді Тульчинського району Вінницької області, яке розташоване за 10 км на  захід  від м. Тульчин. Відстань до найближчої залізничної станції «с. Шура-Копіївська» — 8 км.  Протяжність села — 12 км. Село межує з селами Торків, Сільниця, Шура-Копіївська.
Площа земель складає 5654,7 га, у тому числі земель державної власності — 3071,1 га, приватної власності — 2583,6 га. Площа населеного пункту становить 747,3 га, у тому числі державної власності — 303,3 га, приватної власності — 444 га, комунальної власності — 0. Населений пункт с. Копіївка складається з 725 дворів, населення на 01.01.2012 року становить 1163  чоловік.

## Історія
На пологих берегах річки Сільниці, правої притоки Південного Бугу, за десять кілометрів на захід від м. Тульчина, у пишних садах потопає село Копіївка.
За переказами старожилів населений пункт було розміщено по ліву сторону річки Сільниці і називався містечком Гоптелинцями.
Містечко Гоптелинці було зруйновано в ХІІІ столітті татарами і назавжди втратило свій подальший розвиток. Далі заселення відбувалося по обидва береги річки Сільниці.
У XVI сторіччі Брацлавщина була закріпачена польськими магнатами, а село Копіївка належало поміщику Копієвському. З розповідів старожилів поміщик Копієвський подарував землю і волю селянам, а сам виїхав. В ознаку такого дару село придбало назву в честь свого господаря — Копіївка.
7 (20) листопада 1917 року, відповідно до Третього Універсалу Української Центральної Ради, увійшло до складу Української Народної Республіки.
В 1920-21 роках в околицях села діяв повстанський загін на чолі з Матвієм Цимбапюком, який чинив опір свавіллю продзагонів та солдат Червоної Армії.
12 червня 2020 року, відповідно до Розпорядження Кабінету Міністрів України від  № 707-р «Про визначення адміністративних центрів та затвердження територій територіальних громад Вінницької області», увійшло до складу Тульчинської міської громади.
19 липня 2020 року, в результаті адміністративно-територіальної реформи та ліквідації Тульчинського району, село увійшло до складу новоутвореного Тульчинського району.

### Адміністративна приналежність
За адміністративним поділом XVI ст. — Брацлавський повіт
За адміністративним поділом XIX ст. — Брацлавський повіт
За адміністративним поділом XX ст. — Тульчинський район

## Церкви села
На території села Копіївка розташовані римо- католицька (костел) та православна церкви.

### Православна церква св.Михаїла
Церква збудована перед 1750 р. — була спалена татарами. Нова церква св. Михаїла збудована у 1778—1780 рр. — з дуба у зруб, первісний дах гонтовий. в 1830-х роках підведено кам'яний фундамент. В 1847 р. три верхи покрито залізом. Іконостас різьблений 5-ярусний. Шанована ікона св. Миколи старовинного письма, розміром 8:6 вершків (52:39 см). Вона визнана чудотворною в 1789 р. Шанована ікона св. Онуфрія Великого, розміром 2 арш. 14 вершків на 2 арш. (233:142 см).
В радянські часи церква була зруйнована комуністами. Пізніше на її місці побудовано пам'ятник загиблим воїнам. Православна церква, яка діє в даний час була побудова під час німецької окупації за румунів в 1942 році.

### Костел Непорочного Зачаття Діви Марії.
Дерев'яний костел у с. Копіївка було побудовано 1740 року на пожертви Андрія Каменецького, освячено у 1741 році. У 1808 році дерев'яний храм згорів. Коштом Потоцького у 1809 році було збудовано новий костел, який зазнав реконструкції і був освячений брацлавським деканом о. Феліціаном Здзітовецьким у 1856 році. В 30-х роках ХХ ст. при костьолі діяла 3-річна недільна польська школа. З 30-х р.р. ХХст і до 1941року храм було зачинено. У 1966—1968 роках проводився ремонт святині під керівництвом о. Войцеха Дажицького. При костелі споруджено парафіяльний будинок. Наразі у костелі діє релігійна громада св.апостолів Петра і Павла Кам'янець-Подільської дієцезії РКЦ.

## Люди
В селі Орлівці, яке тепер входить до складу Копіївки, народилась Ременюк Юстина Іванівна — українська вишивальниця XIX століття.